# Свартау, Корнелис
Корнелис Свартау (нидерл. Cornelis Swarttouw; 14 июня 1889, Роттердам — 26 мая 1968, Вассенар) — нидерландский предприниматель и футболист, игравший на позиции левого защитника. Начинал карьеру в роттердамской «Спарте», в составе которой становился чемпионом Нидерландов, выступал также за «Аякс», УВВ и ВОК.
Более 50 лет был директором стивидорской компании «Cornelis Swarttouw’s Stuwadoors Maatschappij N.V.», которую основал его отец.

## Спортивная карьера
В октябре 1909 года Корнелис Свартау вступил в футбольный клуб «Спарта». На тот момент он проживал в районе Делфсхавен по адресу Ахтерхавен 190. В сезоне 1911/12 играл за второй состав «Спарты». В чемпионате Нидерландов дебютировал 3 ноября 1912 года в матче против команды ХВВ, заменив в стартовом составе травмированного защитника Клипа — встреча завершилась поражением его команды со счётом 0:2. Он сыграл ещё в двух последующих турах чемпионата — против «Харлема» и ДФК. В марте 1913 года принял участие в товарищеском матче с английским клубом «Лондон Каледоманс». В последний раз в рамках чемпионата страны Свартау выходил на поле 18 мая 1913 года во втором чемпионском матче с «Витессом», заменив ван Далсюма в полузащите. На домашнем стадионе «Хет Кастел» роттердамцы одержали победу и выиграли свой четвёртый титул чемпионов Нидерландов.
В августе 1913 года перешёл в амстердамский «Аякс». Согласно документам Футбольного союза Нидерландов, в Амстердаме он зарегистрировался в отеле «Mercurius», который находился на Принс Хендриккаде 20. В составе «Аякса» впервые сыграл 14 сентября в товарищеской игре с английским клубом «Танбридж Уэллс», а 21 сентября забил автогол в матче против ВВА в рамках четвёртого раунда Кубка Нидерландов.
На протяжении всего сезона Свартау играл в защите с Жаном Гилиссеном — он принял участие во всех 18 матчах чемпионата, а также в двух встречах стыкового турнира. «Аякс» по итогам сезона занял последнее место в чемпионате, оказавшись в зоне вылета. По результатам стыковых матчей амстердамцы уступили клубу «Геркюлес» из Утрехта и отправились классом ниже.
После неудачного сезона «Аякс» покинуло сразу несколько основных игроков, включая Корнелиса. По данным издания Algemeen Handelsblad, покинувшие игроки намеревались создать новый клуб и заявить его во второй класс Нидерландов. Тем не менее, в ноябре 1914 года Свартау и Гилиссен стали игроками клуба УВВ из Утрехта. Ранее ряды команды пополнил полузащитник Ге Фортгенс, также бывший игрок «Аякса». Корнелис дебютировал за клуб 8 ноября в игре против роттердамской команды ВОК, сыграв на позиции крайнего нападающего.
В составе УВВ он отыграл 11 сезонов, играл в основном в паре с защитником Томасом Рюмбринком.
В 1925 году в возрасте 36 лет стал игроком роттердамского клуба ВОК. По воспоминаниям Корнелиса, он сомневался на счёт этого решения: «Когда я в 1925 году собирался играть за первую команду ВОК, меня это несколько страшило. Во-первых, старые деревья не пересаживают. Во-вторых, смогу ли я как раньше ужиться с разными людьми?». Дебют защитника в команде состоялся 30 августа в товарищеской игре со сборной Роттердама, завершившейся вничью 2:2. Корнелис провёл за клуб шесть сезонов, отыграв за это время в первом классе 57 матчей, а также 33 матча во втором классе. На протяжении нескольких сезонов он играл в паре с защитником Гиббом — последний матч в клубе провёл 10 октября 1930 года против команды ВИОС, игра завершилась поражением его команды со счётом 3:2. В юбилейной книге, изданной в 1955 году по случаю 60-летия общества ВОК, есть поздравление Корнелиса в адрес своего бывшего клуба:

«Мне сложно сделать больший комплимент клубу чем сказав, что мне до сих пор жаль, что я не раньше стал членом ВОК. Дружба, которой я наслаждался в клубе, всегда меня трогала. В эти 60 лет я желаю клубу много удачи в будущем и я убеждён, что пока ВОК не забывает о старых футболистах, клуб будет жить».

В книге «Лучше футбол» Свартау упоминается, как игрок, который искусно делал положение вне игры и являлся «пионером» данного приёма в Нидерландах.

## Личная жизнь
Корнелис родился в июне 1889 года в портовом городе Роттердам. Отец — Корнелис Свартау, мать — Шарлотта Элизабет Реннер, оба родителя были родом из Роттердама. Помимо него, в семье было ещё четверо дочерей: Диркье Корнелия, Шарлотта Хелена, Анна Маргарета и Элизабет Шарлотта. Глава их семейства был крупным предпринимателем, он основал компанию «Cornelis Swarttouw’s Stuwadoors Maatschappij», которая занималась погрузочными работами в порту Роттердама. Брат отца, Франс Свартау, также занимался бизнесом и был основателем и директором компании «Frans Swarttouw’s Havenbedrijf».
Унаследовав компанию от отца, Корнелис более 50 лет был её директором. Со временем компания выросла в одну из крупнейших портовых предприятий в Роттердаме и имела дочерние компании в Амстердаме, Антверпене и Генте. Свартау сосредоточил свое внимание главным образом на перегрузке штучных товаров. Он был членом правления Ассоциации Роттердамских стивидоров в течение многих лет, а также был членом Совета делегатов Ассоциации судоходства Юга. После окончания Второй мировой войны он был принят в комиссию по реконструкции порта Роттердам, а также десять лет был членом Торговой палаты Роттердама. За заслуги был удостоен звания офицера ордена Оранских-Нассау и ордена бельгийской Короны.
Женился в возрасте двадцати девяти лет — его супругой стала 26-летняя Катарина Элизабет ван ден Бос, уроженка Роттердама. Их брак был зарегистрирован 10 июля 1918 года в Роттердаме. В мае 1919 года у них родилась дочь Шарлотта Элизабет, а в сентябре 1926 года сын по имени Корнелис.
Умер 26 мая 1968 года в своём доме в Вассенаре в возрасте 78 лет. Похоронен 30 мая на территории кладбища Вестдёйн в Гааге. Его супруга умерла в октябре 1970 года в возрасте 79 лет.

## Награды
- Офицер ордена Оранских-Нассау[2][31]
- Офицер ордена бельгийской Короны[2]